# Pleocoma badia
Pleocoma badia är en skalbaggsart som beskrevs av Henry Clinton Fall 1917. Pleocoma badia ingår i släktet Pleocoma och familjen Pleocomidae. Utöver nominatformen finns också underarten P. b. hirsuta.